# Can Garrofa
Can Garrofa és un edifici del municipi d'Aiguaviva (Gironès) que forma part de l'Inventari del Patrimoni Arquitectònic de Catalunya.

## Descripció
És una edificació reformada entre 1966 i 1967 de destacats elements renaixentistes de diferent distribució amb porta d'entrada de mig punt que posteriorment vas ésser retallada i rebaixada. Coberta a quatre vents que configurava un mas proper, amb era i tanca perimetral. La darrera reforma altera, puntualment, aspectes exteriors (porta d'entrada al garatge, canvi d'obertures de finestres...).